# Bolesław Pochmarski

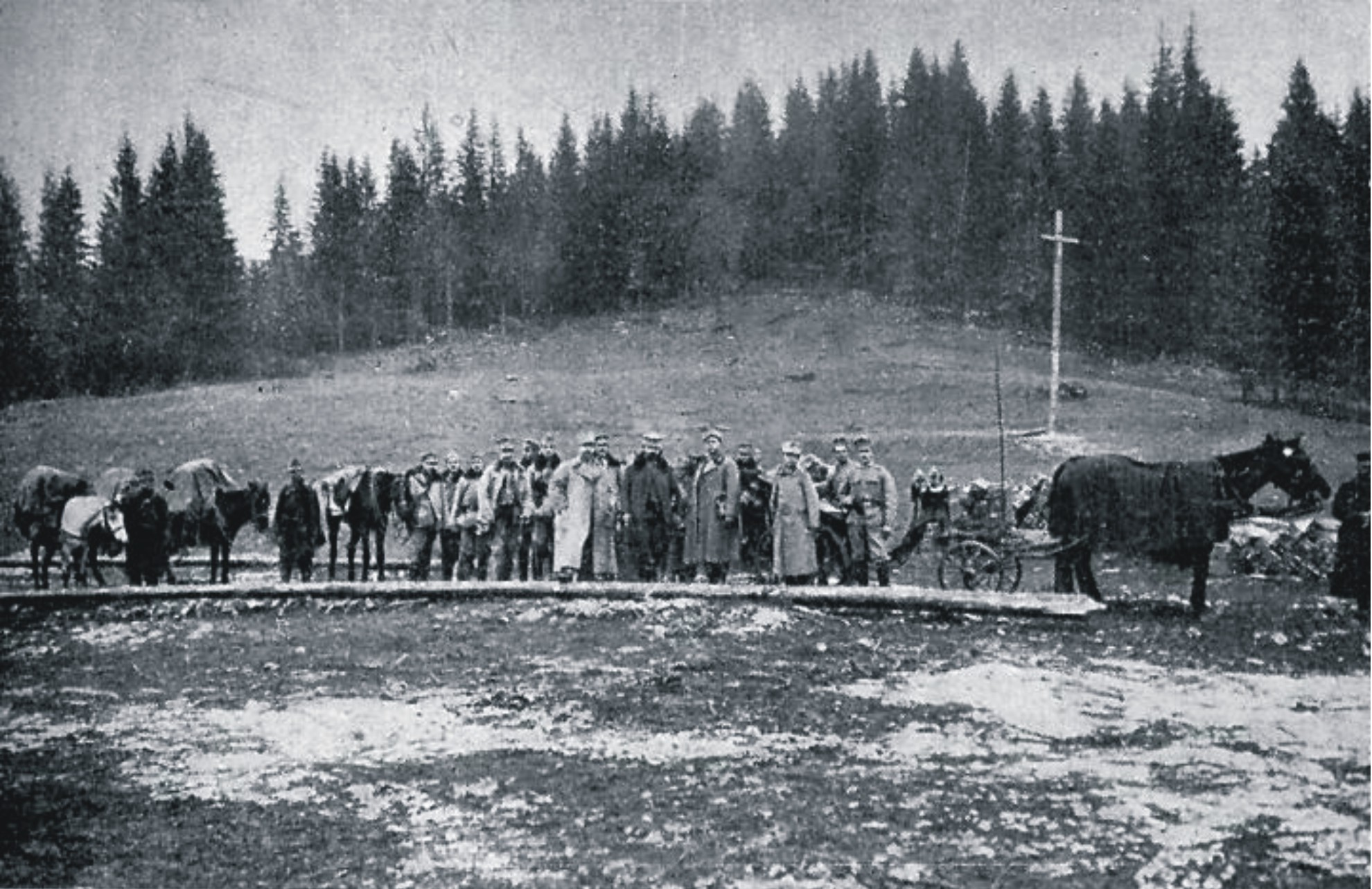
Przełęcz Legionów (Rogodze Wielkie) w Gorganach, 1914 – zdjęcie z książki Pochmarskiego i in. o szlaku bojowym Legionów

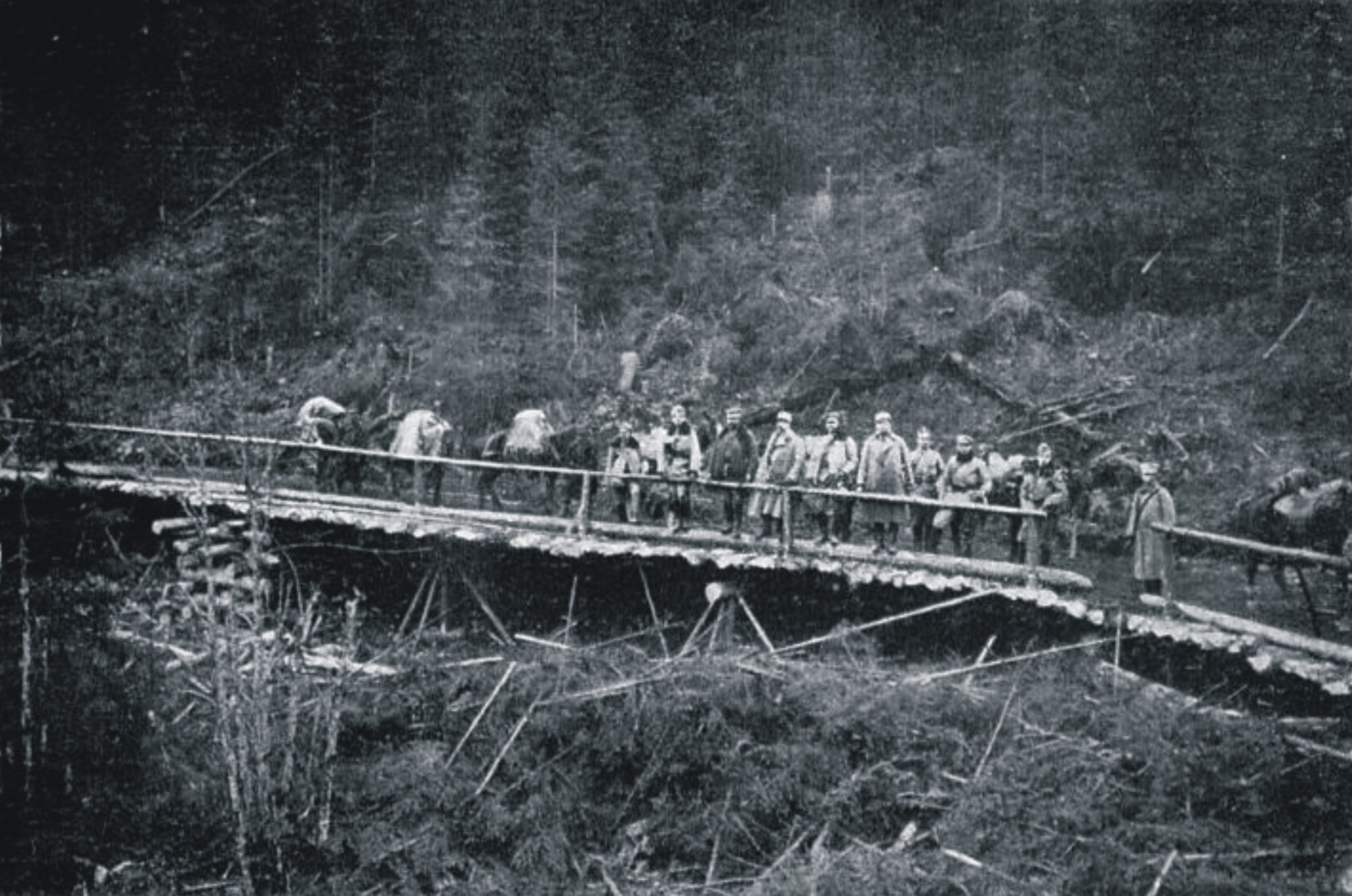
Jeden z najdłuższych mostów na Drodze Legionów w Gorganach (50 m) – zdjęcie z książki o szlaku bojowym Legionów

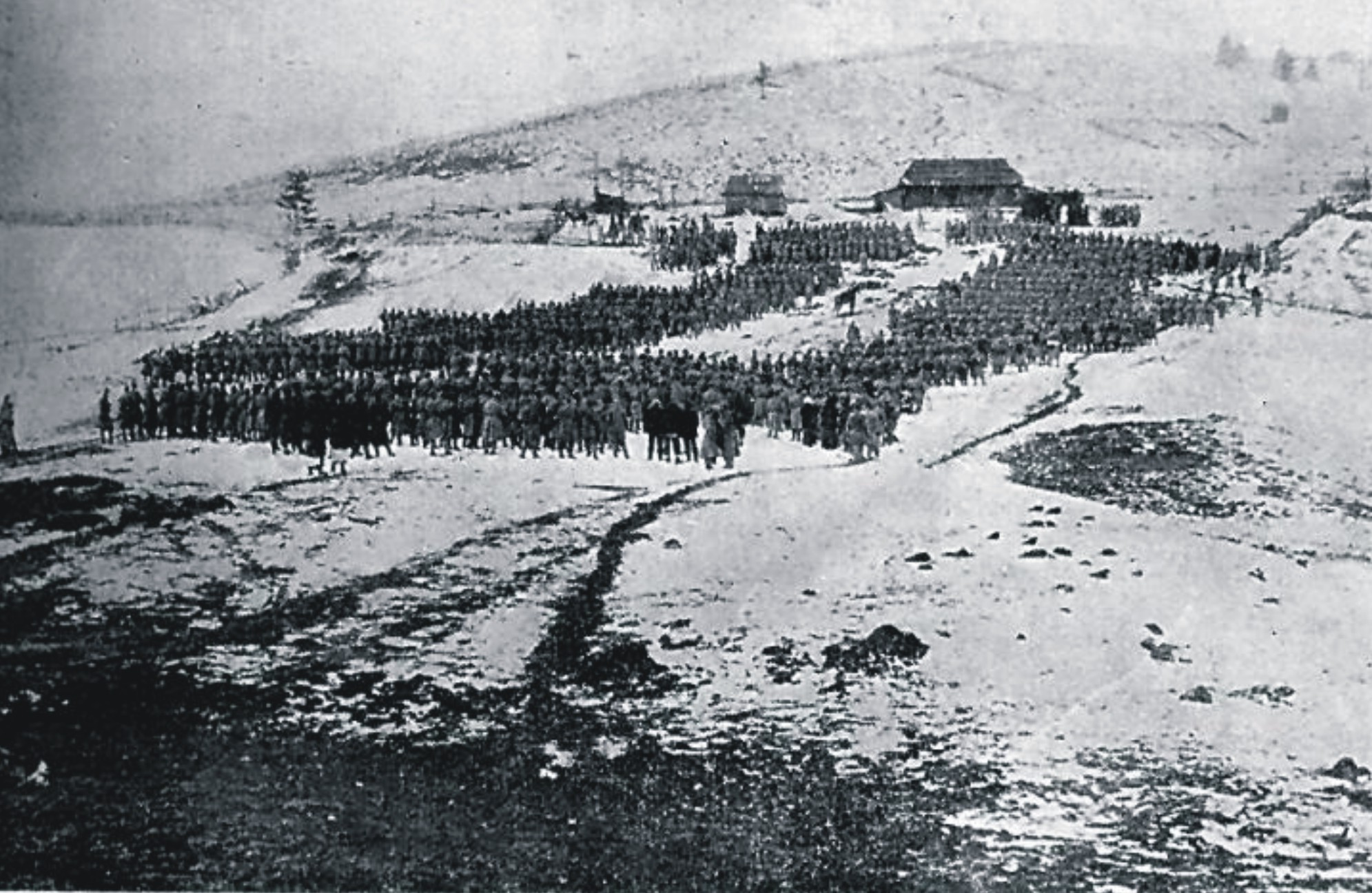
Msza święta Legionistów – Rafajłowa, 1915 – zdjęcie z książki o szlaku bojowym Legionów

Bolesław Pochmarski, ps.: bp, B. A., Bol. P., Pb., Ślązak-Legionista, Szymon (ur. 10 kwietnia 1883 w Parchaczu, zm. 28 kwietnia 1945 w Sandbostel) – polski nauczyciel, pedagog, polonista, filolog klasyczny, krytyk teatralny i literacki, działacz społeczny, polityk, poseł na Sejm II Rzeczypospolitej II, III i IV kadencji.

## Życiorys
Urodził się w rodzinie Jana (1836–1917), uczestnika powstania styczniowego, administratora majątków ziemskich i Emilii z Czerniatowiczów (1858–1944). W 1902 ukończył C. K. V Gimnazjum we Lwowie, zdając egzamin dojrzałości. W latach 1902–1906 studiował polonistykę i filologię klasyczną na Uniwersytecie Franciszkańskim we Lwowie. Ukończył również szkołę podchorążych w „Sokole-Macierzy” we Lwowie. 
W czasie studiów był zaangażowany w działalność Czytelni Akademickiej i Towarzystwa „Życie”, którego był współzałożycielem. Od 30 marca 1906 roku pracował jako zastępca nauczyciela, a od 10 kwietnia 1908 roku jako nauczyciel łaciny, greki i języka polskiego w VIII gimnazjum we Lwowie. Zdał egzamin nauczycielski 7 czerwca 1909 roku, a stałym nauczycielem został mianowany 10 sierpnia tego roku. W roku szkolnym 1909/1010 pracował w gimnazjum w Dębicy, w kolejnym roku uczył języka polskiego w II Szkole Realnej we Lwowie, później w gimnazjach: IV (1911/12 – 1912/13) i VIII (1913/14), w prywatnym Gimnazjum Żeńskim im. Juliusza Słowackiego i Prywatnym Gimnazjum Zofii Strzałkowskiej (1910/14).
Należał do Związku Strzeleckiego, „Sokoła-Macierzy”, Polowych Drużyn Sokolich, Towarzystwa Miłośników Wiedzy Wojskowej. W latach 1908–1914 uczestniczył w ćwiczeniach wojskowych Związku Strzeleckiego, w 1913 roku był wykładowcą na trzecim kursie Tajnej Polskiej Szkoły Państwowej. Był naczelnikiem „Sokoła” w Samborze. 
Po wybuchu I wojny światowej 29 sierpnia 1914 roku wstąpił do Legionów Polskich, od 30 września 1914 roku służył w Departamencie Wojskowym NKN, od 1 stycznia 1915 roku – w 3 pułku piechoty, od 15 lipca 1915 roku w Komendzie, od 25 lutego 1916 roku znów w Departamencie Wojskowym, od 15 sierpnia 1916 – w 3 i 4 pułku piechoty Legionów, w szeregach II Brygady (w 3 pp brał udział w kampanii karpackiej i bukowińskiej oraz na froncie wołyńskim, w 4 pp – udział w walkach nad Styrem i Stochodem). 20 marca 1915 roku został awansowany na stopień chorążego. Opracowywał historię walk Legionów Polskich. Od września 1917 roku, po kryzysie przysięgowym służył w wojsku austriackim. Był członkiem POW.
Razem z Henrykiem Lewartowskim i Józefem Andrzejem Teslarem napisał książkę Szlakiem bojowym Legionów. Krótki zarys organizacyi i dziejów 2 Brygady Legionów Polskich w Karpatach, Galicyi i na Bukowinie. Oprac. Oficerowie Legionów Polskich. Lwów, 1915. Nakładem Funduszu Wdów i Sierot po Legionistach, 209 stron.
W październiku 1918 roku został wyreklamowany do pracy nauczycielskiej, wrócił do VIII Gimnazjum we Lwowie, skąd został przeniesiony do Krakowa. Do wybuchu II wojny światowej pracował w Gimnazjum św. Jacka: od września do listopada 1918 roku jako nauczyciel języka polskiego i łaciny. 
Od 1 grudnia 1918 roku do połowy kwietnia 1920 roku służył ochotniczo w Wojsku Polskim. 18 listopada 1918 generał Bolesław Roja przydzielił go do Biura Prasowego w Polskiej Komendzie Wojskowej w Krakowie. Następnie przez krótki czas praca nauczycielska, i znów w latach 1920–1921 służył w Wojsku Polskim. 1 czerwca 1921 pełnił służbę w Dowództwie Okręgu Generalnego „Kraków” w Krakowie, pozostając na ewidencji 1 pułku Strzelców Podhalańskich. Został zdemobilizowany w 1921 roku w stopniu kapitana ze starszeństwem z dniem 1 czerwca 1919. 
W roku szkolnym 1927/28 uzyskał płatny urlop na studia naukowe zagranicą (1 września 1927 – 31 stycznia 1928), w czasie pracy w gimnazjum prowadził sekcję literacką i był kuratorem kółka naukowo-wychowawczego.
Prowadził działalność publicystyczną i dziennikarską w czasopismach „Nowa Reforma”, „Gazeta Literacka”, „Głos Prawdy”. W latach 1932–1935 pracował jako kierownik literacki Miejskiego Teatru im. Juliusza Słowackiego w Krakowie, był członkiem i kierownikiem literackim Komitetu Teatru Szkolnego powstałego na terenie Miejskiego Teatru im. Juliusza Słowackiego, redaktorem serii wydawniczej Teatr Polski Żywej (1938–1939), prezesem Robotniczego Instytutu Oświaty i Kultury im. Stefana Żeromskiego, wiceprezesem Towarzystwa Nauczycieli Polskich Szkół Średnich i Wyższych, założycielem i wiceprezesem Klubu Społecznego w Krakowie
W 1932 roku został wybrany do zarządu krakowskiego oddziału Związku Zawodowego Literatów Polskich, był członkiem Związku Legionów Polskich (prezesem zarządu oddziału i zarządu okręgu w Krakowie, członkiem Zarządu Głównego), wiceprezesem Zarządu Powiatowego Związku Oficerów Rezerwy w Krakowie i członkiem Rady Naczelnej Związku Związków Zawodowych.
W wyborach parlamentarnych w 1928 roku został wybrany posłem na Sejm II kadencji (1928–1930) z listy nr 1 (BBWR) w okręgu wyborczym nr 42 (Kraków). Bezskutecznie startował z listy państwowej nr 1 (BBWR). W kadencji tej należał do klubu BBWR. Pracował w komisjach: ochrony pracy i oświatowej.
W wyborach parlamentarnych w 1930 roku został ponownie wybrany posłem na Sejm III kadencji (1930–1935) z listy nr 1 (BBWR) w tym samym okręgu (nr 42). W kadencji tej również należał do klubu BBWR. Pracował w komisjach: wojskowej, oświatowej, spraw zagranicznych i morskiej, w której był zastępcą członka.
W wyborach parlamentarnych w 1935 roku został ponownie wybrany posłem na Sejm IV kadencji (1935–1938) 16 213 głosami z okręgu nr 80, obejmującego obwody I, II i III w Krakowie. W kadencji tej pracował w komisjach: oświatowej (przewodniczący), budżetowej (zastępca członka) i pracy. Był sprawozdawcą preliminarzy budżetowych MWRiOP 1936/37 (21 lutego 1936), 1937/38 (20 lutego 1937), 1938/39 (18 lutego 1938), projektu ustawy o Polskiej Akademii Literatury (16 czerwca 1937), o Akademii Wychowania Fizycznego im. Józefa Piłsudskiego (16 czerwca 1938); w związku z brutalną akcją policji 23 marca 1936 roku wobec strajkujących w krakowskiej fabryce „Semperit” zgłosił interpelację pod adresem ministra spraw wewnętrznych i ministra opieki społecznej (24 marca 1936).
Po wybuchu II wojny światowej we wrześniu 1939 roku uciekł do Lwowa, następnie do Brzeżan. Jesienią 1941 roku próbował organizować Biuro Informacji i Propagandy obszaru południowo-wschodniego ZWZ-AK. W 1941 roku przeniósł się do Warszawy, gdzie uczestniczył w działalności konspiracyjnej w AK. Po upadku powstania warszawskiego został wywieziony do Ostrowa, następnie w październiku 1944 roku – do obozu jenieckiego w Stalag XI C Bergen w Dolnej Saksonii, następnie, w końcu 1944 roku – do Oflagu II D Gross-Born, a po ewakuacji obozu trafił do Stalagu X B Sandbostel k. Hanoweru, gdzie zmarł.
Bolesław Pochmarski ożenił się w lipcu 1939 roku ze Stefanią Skas, aktorką Teatru im. Juliusza Słowackiego w Krakowie. Nie miał dzieci.

## Ordery i odznaczenia
- Krzyż Oficerski Orderu Odrodzenia Polski (10 listopada 1938)[10]
- Krzyż Niepodległości (9 listopada 1931)[11]
- Złoty Krzyż Zasługi[7]
- Złoty Wawrzyn Akademicki (4 listopada 1937)[12]